# Ljuben Dimkaroski
Ljuben Dimkaroski (makedonsko Љубен Димкароски), * 12. november 1952, Prilep, Makedonija, makedonsko-slovenski trobentar, pedagog, zborovodja in vsestranski umetnik, pisatelj, kipar, izvajalec na najstarejše glasbilo na svetu, piščal z Divjih bab, † 12. avgust 2016, Prilep.
Dimkaroski je bil rojen kot četrti sin v tradicionalni makedonski meščanski družini, ki je bila naklonjena umetnosti. Zgodaj je začel z igranjem na trobento in prvo glasbeno izobrazbo dobil v Prilepu in pozneje v Skopju. Študij trobente je nadaljaval na Akademiji za glasbo v Ljubljani, kjer je diplomiral v razredu Antona Grčarja. V času študija je leta 1979 na mednarodnem tekmovanju trobentarjev v Anconi prejel drugo nagrado in v istem letu še drugo jugoslovansko nagrado mladih glasbenikov v Zagrebu. Izpopolnjeval se je pri znanih evropskih mojstrih trobente: Aleksandru Koralevenu, Helmutu Reinhardu in Timofeju Dokshitserju, ki je imel nanj največji vpliv. Trideset let je bil zaposlen kot prvi trobentač - solist v Simfoničnem orkestru ljubljanske Opere. V opernem studiu v Ljubljani je v razredu Doroteje Cestnik Spasić končal študij solo petja.
Kot solo trombentač je nastopal ob spremljavi klavirja, orgel, komornih in simfoničnih orkestrov ter v manjših zasedbah trobilnih kvartetov in kvintetov. Snemal je v radijskih studijih in TV hišah Makedonije, Slovenije in po Evropi. Posvečal se je tudi eksperimentalni glasbi, predvsem z glasbenikom Borom Turelom in organistko Angelo Tomanič. Krstno je izvedel vrsto skladb, ki so mu bile posvečene, mdr. so zanj komponirali Ljubomir Brandžolica (Koncert za trobento in komorni orkester), Tomo Prošev, Milan Mirčev (Pesna na topolite, za trobento in klavir).
Do leta 2000 je posnel več vinilnih plošč s sodobno in klasično glasbo. Kot ljubitelj makedonske etno glasbe je ustanovil vokalno instrumentalno skupino Strune, ki jo je vodil sedem let. Z njo je nastopal po Sloveniji, Makedoniji in po svetu. Diskografija ansambla obsega zgoščenke Ritmi in zvoki Makedonije (Ljubljana, 1998), Jasno sonce (Ljubljana, 2001), repertoar ansambla pa vključuje preko dvesto avtorskih aranžmajev Dimkaroskega. Leta 2002 je pri založbi ARC Music v Londonu izšla zgoščenka Strun z naslovom Etno Makedonija, ki hkrati predstavlja makedonsko in slovensko glasbo. 
Dimkaroski je v svoj glasbeni opus vpel uspešno dvajsetletno zborovodsko delo z različnimi vokalnimi skupinami in pevskimi zbori ter dolgoletno uspešno pedagoško delo poučevanja trobente na KGBL v Ljubljani. Od leta 2004 je vodil vokalni kvartet Pella, ki je predstavljal glasbeni most med Makedonijo in Slovenijo in z njim posnel zgoščenke Pella poje (Ljubljana, 2005), Pella z vami (2008), Pella in prazvok (2010), Pellino trojstvo (2013) ter dve zvočni knjigi Pella in Makedonija (Brežice, 2006) v slovenskem in v makedonskem jeziku. 
Dimkaroski je zbiralec starih makedonskih pesmi, izdal jih je v pesmarici Makedonski biseri (Ljubljana, 1993). Kot avtor poezije se je bralcem prvič predstavil v Sloveniji, Makedoniji in na Hrvaškem, z zbirkama Makedonium (Novo Mesto, 1992) in Čekor poblisku (Ljubljana, 2001). Zbirki izražata ljubezen do Makedonije in občudovanje makedonskih umetnikov, ki živijo izven meja domovine. Dimkaroski se izraža tudi na likovnem področju in s posebno tehniko oblikovanja izdeluje kamnite miniature. Imel je preko štirideset samostojnih razstav, mdr. v Prirodoslovnem muzeju Slovenije: Dragulji (Ljubljana, 2005). Za svoje umetniško delovanje je prejel več republiških in občinskih priznanj v Sloveniji in Makedoniji. Pomembno vlogo igra kot organizator in iniciator kulturnih dogodkov in je ustanovni član društva MKD Makedonija v Ljubljani. 

### Tidldibab
Ljuben Dimkaroski je predvsem prepoznaven kot izvajalec na kopijo paleolitske piščali. Izvirnik, star med 50.000 in 60.000 let, je bil izkopan na arheološkem najdišču Divje babe v Sloveniji in ga hrani Narodni muzej Slovenije v Ljubljani. Dimkaroski, ki je sam izdelal preko tristo replik, je piščal poimenoval tidldibab (to ime je sestavljeno iz začetnic imen Turk Ivan (arheolog, ki je piščal našel), Dimkaroski Ljuben in Divje babe), z njo posnel nekaj zgoščenk in njeno uporabnost predstavil v različnih strokovnih krogih. O t.i. tidldibabu je TV Slovenija leta 2015 posnela kratko dokumentarno oddajo. S kopijo paleolitske oz. neandertalske piščali, ki velja za najstarejše najdeno glasbilo na svetu, predstavlja Slovenijo na različnih mednarodnih prireditvah, glasbenih in arheoloških simpozijih doma in po svetu. Na tidldibab je izvajal raznovrstno glasbo saj je nanj uspel zaigrati tako skladbe J. S. Bacha, kot skladbe sodobnih skladateljev. Od leta 2013 dalje je kot solist na koščeni piščali snemal tudi s Simfoničnim orkstrom RTV Slovenija. Umrl je za posledicami raka, na poletnem obisku v domačem Prilepu.